# Долар Острва Принца Едварда
Долар Острва Принца Едварда (енгл. Prince Edward Island dollar), је била јединица валуте која се користила на Острву Принца Едварда. Долар је заменио фунту Острва Принца Едварда 1872. године по стопи од 1 фунте = 4,866 долара (еквивалентно канадском долару). Долар Острва Принца Едварда је био подељен на 100 центи.

## Кованице
Само једна врста новчића, кованица од једног цента, искована је за долар са Острва Принца Едварда, 1871. године ОПЕ је ушао у Конфедерацију две године касније.
Обе стране новчића дизајнирао је Леонард Чарлс Вајон. На аверсу је била краљица Викторија, са натписом ВИКТОРИЈА КВИН и датумом. Реверс је специјално направљен за владу ОПЕ. Реверс је имао печат колоније — велики храст, који је симболизовао Енглеску, у коме су се налазила три млађа, која је симболизовала три округа Острва принца Едварда. Испод печата налазила се латинска фраза PARVA SUB INGENTI, преведена као "Мало испод великог". Око печата и фразе је било написано „ОСТРВО ПРИНCА ЕДВАРДА“, а деноминација „ЈЕДАН ЦЕНТ“.
Новчић је произведен у ковници Хитон, због тога што је лондонска ковница морала да производи домаће кованице. Међутим, на кованицама произведеним у ковници Хитон није постојала ознака ковнице „Х“, као ознака места производње. Новчић се састојао од 95% бакра. 4% калаја и 1% цинка, имала је тежину од 5,67 грама и пречник од 25,40 мм и имала је обичну ивицу.
Исковано је два милиона комада од једног цента. ОПЕова влада је имала потешкоћа у пуштању кованица у оптицај, било је потребно 10 година да их се влада отараси. Последњи новчићи су продати са попустом од 10 процената.

## Новчанице
Министарство финансија Острва Принца Едварда издало је новчанице британске фунте (1848–58) у апоенима од 5 и 10 шилинга и од 1, 2 и 5 фунти. Трговачка банка Острва Принца Едварда издала је новчанице (1871–1891) у апоенима од 1, 2, 5, 10 и 20 долара (и припремила доказ за издање од 5 долара из 1900. године, али никада није пуштена у оптицај).
Трезорски записи у апоенима од 10 и 20 долара су издате 1872. године. Исте године, две овлашћене банке, „Банк оф Принц Едвард Ајланд“ и „Јунион Банк оф Принц Едвард Ајланд“ почеле су да издају доларске новчанице у апоенима од 1, 2, 5, 10 и 20 долара. Приватне банке су наставиле да издају новчанице у канадским доларима, од којих су прве биле раније новчанице на којима је била утиснута ознака „канадска валута“.

### Банка Острва Принца Едварда
Банка острва принца Едварда (ОПЕ) основана је 14. априла 1856. у Шарлотауну, након скоро две године преговора са Великом Британијом о легалности банке основане у колонији. Банка је почела са радом 13. августа 1856. године, и била је прва банка основана на острву. Оснивачки директори су били: Џејмс Пик, Ричард Херц, Данијел Дејвис, Хенри Хазард и Данијел Бренан.
Банка ОПЕ је привремено затворена 1857. године (позивајући се на одредбу у њиховој оригиналној повељи, обуставили су све финансијске трансакције на три месеца) након што су директори открили да су председник банке и благајник дали зајмове који су премашили њихов капитал. Благајник (Вилијам Кандал) је остао у банци док је председник (Ралф Брекен) поднео оставку.
Након што је откривено да је благајник Џозеф Брекен 1881. године (син бившег председника Ралфа Брекена) дао неодговорно велике кредите, банка је затворена и ликвидирана у наредних неколико година (1882–87).  Банка Острва принца Едварда је прва у Канади која је поднела захтев за банкрот.

#### Издавање
Прво издање папирне валуте банке датирало је исти дан (13. август) и укључивало је новчанице од 5 и 10 шилинга и новчанице од 1 и 5 фунти. Краће издање новчаница из 1859. године укључивало је само апоене од 10 шилинга и 2 фунте.  Издање из 1872. године у канадским доларима (испод) је првобитно датирано на 1. јануар 1872. (а затим поново издато 1. јануара 1877)
| Вредност  | Датум | Новчаница                                                     |
| --------- | ----- | ------------------------------------------------------------- |
| 1 долар   | 1877  | CAN-S1929c-Bank of Prince Edward Island-1 Dollar (1877).jpg   |
| 2 долара  | 1877  | CAN-S1930c-Bank of Prince Edward Island-2 Dollars (1877).jpg  |
| 5 долара  | 1877  | CAN-S1931c-Bank of Prince Edward Island-5 Dollars (1877).jpg  |
| 10 долара | 1872  | CAN-S1932a-Bank of Prince Edward Island-10 Dollars (1872).jpg |
| 20 долара | 1872  | CAN-S1933a-Bank of Prince Edward Island-20 Dollars (1872).jpg |